# Lægevagt
Lægevagten, bemandet med vagtlæger, er en tjeneste for nødvendig lægehjælp uden for de praktiserende lægers åbningstid. Lægevagten skal sikre den akutte hjælp som ikke kan udsættes til næste hverdag. I Danmark er lægevagten i dag integreret med visitation til skadestuerne. Region Hovedstadens ordning er kendt som akuttelefonen 1813. De andre regioner bruger navnet lægevagten og har separate telefonnumre.
Er der brug for ambulance ved livstruende sygdom og tilskadekomst, skal man ringe 112 til alarmcentralen.

## Regionernes ordninger og behandlingssteder
|                    | Telefonnummer                                                              | Åbningstid                                                           | Vagtlæge- konsultationssteder | Akutsygehuse (døgnåben akutmodtagelse og skadestue)                                        | Akutklinikker (mindre skadestue/skadeklinik)                                                                           | Psykiatrisk akutmodtagelse |
| ------------------ | -------------------------------------------------------------------------- | -------------------------------------------------------------------- | --- | ------------------------------------------------------------------------------------------ | --- | --- |
| Region Nordjylland | 70 15 03 00                                                                | kl. 16-8 og weekend                                                  | Ålborg Universitetshospital Syd Hjørring Sygehus Thisted Sygehus Hobro Sygehus | Ålborg UH Syd Hjørring Thisted                                                             | Farsø Sygehus Hobro Sygehus                                                                                            | Ålborg (Mølleparkvej) |
| Region Midtjylland | 70 11 31 31                                                                | kl. 16-8 og weekend (desuden kl. 8-16: rådgivning ved sygeplejerske) | Anholt Endelave Grenå Sundhedshus Herning Regionshospital Holstebro, Center for sundhed Horsens Regionshospital Lemvig Sundhedshus Randers Regionshospital Ringkøbing Sundhedshus Samsø Silkeborg Regionshospital Skive Regionshospital Tarm Sundhedshus Tunø Viborg Regionshospital Århus Universitetshospital (J3)                                                        | Herning Holstebro Horsens Randers Viborg Århus UH (J3)                                     | Grenå Sundhedshus Ringkøbing Sundhedshus Samsø Silkeborg Regionshospital Skive Regionshospital                         | Århus Universitetshospital (J3) |
| Region Syddanmark  | 70 11 07 07                                                                | kl. 16-8 og weekend                                                  | Brørup Sygehus Esbjerg Sygehus Fanø Sundhedshus Fredericia Sundhedshus Grindsted Sygehus Haderslev Kolding Sygehus Ribe Sundhedscenter Sønderborg Sygehus Tønder Sygehus Varde Sundhedscenter Vejle Sygehus Aabenraa Sygehus Assens Faaborg Middelfart Sygehus Nyborg Sygehus Odense Universitetshospital Ringe Sygehus Rudkøbing Sundhedshus Svendborg Sygehus Ærø Sygehus | Esbjerg Kolding Aabenraa Odense UH Svendborg                                               | Grindsted Sygehus Tønder Sygehus Sønderborg Sygehus Vejle Sygehus Ærø Sygehus                                          | Esbjerg (Gl. Vardevej) Vejle (Nordbanen) Aabenraa Sygehus Odense (J.B. Winsløws Vej)                                                            |
| Region Sjælland    | Lægevagten (sygdom) 70 15 07 00 Akuttelefonen (skadestuebesøg) 70 15 07 08 | kl. 16-8 og weekend                                                  | Holbæk Sygehus Kalundborg Køge, Sjællands UH Nakskov Sundhedshus Nykøbing F Sygehus Næstved Sygehus Nykøbing Sj. Ringsted Roskilde, Sjællands UH Slagelse Sygehus Vordingborg Sundhedscenter | Slagelse Holbæk Køge Nykøbing F                                                            | Roskilde Sygehus Næstved Sygehus Nykøbing Sj. (kun sommer) Nakskov Kalundborg                                          | Roskilde (Poppelhus) Slagelse (Fælledvej) Vordingborg                                                                                           |
| Region Hovedstaden | 1813                                                                       | kl. 16-8 og weekend (desuden kl. 8-16: rådgivning ved sygeplejerske) | kun på akutmodtagelser og akutklinikker | Bispebjerg Hospital Hvidovre Hospital Herlev Hospital Hillerød Hospital Bornholms Hospital | Amager Hospital Frederiksberg Hospital Gentofte Hospital Frederikssund Sygehus Glostrup Hospital Helsingør Sundhedshus | Psykiatrisk Center Amager (Digevej) PC Ballerup (Maglevænget) PC Glostrup (Nordstjernevej) Bispebjerg (PC København) Hillerød (PC Nordsjælland) |

Patienterne skal ringe til lægevagten i den region hvor de aktuelt opholder sig. Patienter (f.eks. turister) som ikke er i nærheden af egen læge, kan kontakte en lokal lægepraksis i dennes åbningstid.
Christiansø er dækket af Region Hovedstadens akuttelefon 1813. Øen er ikke en del af kommune- og regionsinddelingen. Indbyggerne bliver som regel i praksis behandlet af Bornholms Hospital, men sundhedsydelser betales af forsvarsministeriet.

### Andre tilbud

#### Landsdækkende
- Giftlinjen, 82 12 12 12 (døgnåbent)
- Livslinjen, 70 20 12 01 (11–05)

#### Region Nordjylland
- Psykiatrisk rådgivning, 98 13 42 02 (døgnåbent)
- Psykiatrisk skadestue, Ålborg, 97 64 37 00
- Tandpinevagten, 70 200 255
- Den sociale skadestue, 98 12 32 92 (18–07)

#### Region Midtjylland
- Psykiatrisk rådgivning, 78 47 04 70 (døgnåbent)
- Tandlægevagt, Århus og Holstebro, 40 51 51 62

#### Region Syddanmark
- PsykInfo (psykiatrisk rådgivning), 99 44 45 46
- Tandlægevagt, Esbjerg, Kolding og Odense, 9944 0809[2]
- Psykiatriske akutmodtagelser: Esbjerg (99 44 56 59 og 99 44 67 00), Vejle (99 44 77 90), Åbenrå (99 44 56 59), Odense (99 44 91 40, 99 44 91 41 og 99 44 91 42).

#### Region Sjælland
- Tandpinevagt, Slagelse og Nykøbing F, 29 60 01 11
- PsykInfo (psykiatrisk rådgivning), Roskilde og Næstved, 70 25 02 60
- Psykiatriske akutmodtagelser: Roskilde (58 53 75 00), Slagelse (58 53 64 20), Vordingborg (58 53 70 30).

#### Region Hovedstaden
- Tandlægevagt, 70 25 00 41 (mindre tandskade eller akut tandpine)
- Tandskadevagt via akuttelefonen 1813 (alvorlig, behandlingskrævende tandskade eller efterblødning)
- Psykiatrisk akutteam, udkørende til borgere med akut, alvorlig psykisk sygdom:
  - PC Amager (Amager, Vesterbro og Sydhavnen), 38 64 16 50
  - PC København (øvrige København og Frederiksberg), 38 64 37 36
  - PC Nordsjælland (i Hillerød), 38 64 32 80 eller 38 64 32 00

Akuttelefonen 1813 rådgiver og visiterer også til tandlægevagt og psykiatrisk akut hjælp.
Det er muligt at møde op direkte i de psykiatriske akutmodtagelser (Amager, Ballerup, Glostrup, Hillerød, Bispebjerg), men det anbefales at kontakte 1813 først, især forud for besøg i Glostrup (38 64 06 71). Akutmodtagelse for børne- og ungepsykiatri findes kun i Glostrup.
Sociolancen i København kan tilkaldes via 112 eller 1813. Den er et akut udkørende team med sundheds- og socialuddannede medarbejdere. Sociolancens målgruppe er særligt udsatte mennesker (hjemløse, misbrugere, ensomme og psykisk syge) i situationer som er alvorlige, men ikke kræver en egentlig ambulance.

#### Sociale akuttilbud
Nogle kommuner tilbyder sociale akuttilbud, tilbud for psykisk sårbare og pårørende eller for akutte psykiske kriser, som ikke kræver lægehenvisning.
Der findes også gadeteam i nogle kommuner (opsøgende sundhedstilbud til socialt udsatte, hjemløse og misbrugere), som drives efter serviceloven.

## Lægevagtens kompetencer
Funktionen skal sørge for, at akutte sygdomme og skader kan behandles også om aftenen, om natten og i weekenden, hvor praktiserende læger har lukket. Tidsrummet (vagttiden) er fra 16 eftermiddag til 8 næste morgen, samt lørdag, søndag og helligdage.
Løsninger fra vagtlægens side kan for eksempel være:
- telefonisk vejledning
- tildeling af tid i lægevagtens konsultation (som nogle gange har lokaler på sygehusene, men ikke er en del af sygehusvæsenet)
- ordination af medicin, som eventuelt kan hentes på døgnåbent apotek
- tildeling af tid i akutmodtagelsen (skadestuen) på et sygehus eller i en mindre skadeklinik/akutklinik
- en vagtlæge sendes ud på sygebesøg
- der sendes ambulance
- patienten indlægges på sygehus

I nogle regioner har patienten mulighed for at sende billeder under samtalen. Døve har mulighed for kontakt via sms.

### Organisering
Lægevagtens tilbud hører ind under specialet almen medicin. Almenpraktiserende læger med overenskomst (dvs. læger med egen klinik og ydernummer inden for sygesikringen) har pligt til at deltage i vagtlægetjenesten. Regionernes telefontjenester kan også være besat af andre typer sundhedsmedarbejdere, f.eks. sygeplejersker og jordemødre.
I Danmark drives vagtlægeordningen af de fem regioner, som alle har indført telefonisk visitation via centrale opkaldscentraler.

### Akut hjælp hos egen læge
I Danmark er den praktiserende læge (egen læge) indgangen til lægehjælp inden for tidsrummet 8-16 på hverdage (mandag til fredag). Egen læge kan tildele akutte tider ved behov. Inden for denne normale åbningstid kan man ikke tilkalde vagtlæge.

### Ordination af medicin
Egen læge kender typisk patienten bedre og fører journal om denne. En vagtlæge vil som udgangspunkt kun kunne give behandling af akut opstået eller forværret sygdom. Der ordineres kun helt nødvendig medicin, som ikke kan afvente kontakt til egen læge eller egen speciallæge. Ifølge nogle regioners retningslinjer kan vagtlægen som hovedregel ikke ordinere medicin via telefonen, men kun ved fremmøde.
Uden for apotekernes normale åbningstider kan medicinen købes på vagtapoteker. I særlige tilfælde kan lægevagten sørge for at medicin udleveres fra et sygehus eller direkte fra en vagtlæge på hjemmebesøg.

## Historie
Fra ca. 1900 blev lægernes vagttjeneste organiseret i større eller mindre vagtkredse. Fra 1991 skete det i amterne og fra 2007 regionsvis.
I 2014 indførte Region Hovedstaden akuttelefonen med det særlige telefonnummer 1813, som skulle være borgernes centrale indgang til både rådgivning, lægevagt og henvisning til skadestue. Som noget nyt var der fælles vagtcentral med ambulancefunktionen, kaldet den akutmedicinske kommandocentral (AMK). Personalet var ikke kun læger, men også sygeplejersker og andre sundhedsuddannede. Akuttelefonen gav anledning til mange klagesager og kritik i en årrække. I de første to måneder var der tit lang ventetid, og antallet af utilsigtede hændelser meget højere end under den tidligere lægevagt.